# Ру, Жак
Жак Ру (21 августа 1752, Пранзак — 10 февраля 1794, Ле-Кремлен-Бисетр) — французский священник и революционер, лидер крайне левой фракции «бешеных» во время Великой французской революции.

## Авторство
Член Клуба кордельеров с 1791 года. Сторонник народной демократии и бесклассового общества. Выступал за проведение в жизнь мер, направленных на улучшение положения народных масс.
В 1792 году основал радикальную фракцию «бешеных», цели которых состояли в преследовании спекулянтов, закрытии биржи и внедрении централизованного хозяйства, а также в экспроприации земли для экономического уравнивания населения и для преодоления бедности.
В своей проповеди «О средствах спасения Франции и свободы» от 20 мая 1792 года требовал смертной казни для спекулянтов и барышников. «Нет большего преступления, чем наживаться за счёт народных бедствий и производить ростовщические сделки, имеющие своим результатом слёзы и разорение народа. Нация, сбросившая с себя иго тирании, должна обрушиться на жёсткие происки аристократии богатства».
В декабре 1792 года Жак Ру — представитель секции Гравилье в Коммуне Парижа. Всеобщую известность приносит ему «Речь в суде над Людовиком последним и преследовании спекулянтов, барышников и изменников», в которой он призывал не только казнить короля и королеву, но и вступить в открытую борьбу с жирондистами. В этой речи Ру начинает говорить о введении максимума цен на продукты.
В феврале 1793 года в Париже начались стихийные волнения — борьба за установление цен народом. Они приблизили падение жирондистов и показали, какой грозной силой являются парижские плебейские массы. По мнению современных историографов революции, Жак Ру был организатором этих волнений. Начинается сближение «бешеных» с якобинцами, которое достигнет своего самого яркого выражения в «революции 31 мая» (31 мая — 2 июня 1793). Вскоре начинаются расхождения между якобинцами и «бешеными».
25 июня 1793 года Жак Ру выступил в Конвенте с «Адресом от двух секций и Клуба кордельеров», в котором критикует свободу, установленную буржуазией, требует ужесточения мер по борьбе со спекуляцией. В своей речи он провозглашает: «Свобода — не что иное, как пустой призрак, когда один класс может безнаказанно изнурять голодом другой. Равенство — пустой призрак, когда богач, благодаря монополиям, пользуется правом жизни и смерти себе подобных. Пустой призрак и республики, когда изо дня в день работает контрреволюция, устанавливая такие цены на продукты, досягнуть до которых три четверти граждан могут только, обливаясь слезами». Далее Ж. Ру констатировал, что «в течение четырёх лет одни только богачи пользуются выгодами революции». Идеи, высказанные Ж. Ру в произнесённой речи, видные историки французской революции А. Матьез и М. Доманже называют «манифестом „бешеных“», в то время, как Ж. Рюде и А. Собуль считали правильным называть его манифестом санкюлотов или плебейских масс.
28 июня 1793 года с «Речью против Жака Ру и о мерах общественного спасения» выступил Максимилиан Робеспьер, утверждая:
Под предлогом того, что конституция будто бы не содержит законов против барышников, он (т.е., Ж. Ру) заставляет делать вывод, что конституция не подходит тому народу, для которого она создана.
И в конце заключает:
Цель наших врагов — постепенно подорвать Конституцию.
Ру, с его радикальными целями, вступил в политическое противостояние с Робеспьером, который приказал в конце концов арестовать его в связи с выступлением масс в сентябре 1793 года как возмутителя спокойствия.
Попав в тюрьму Ж. Ру не прекращает левой антиякобинской пропаганды в издаваемом им из тюрьмы «Публицисте Французской республики».
В постскриптуме последнего, 271 номера этой газеты он напишет: «Самое страшное в моём положении не то, что я нахожусь в тюрьме, ибо приятно страдать за торжество республики. Страшно то, что я пришёл в столкновение с несколькими патриотами. А между тем я считаю себя вправе заявить, что в своих работах я лишь стремился служить общественному делу».
10 февраля 1794 года Жак Ру покончил с собой, пронзив себя кинжалом.